# 192-й зенитный артиллерийский полк
192-й зенитный артиллерийский Краснознамённый полк — воинская часть ПВО СССР в Великой Отечественной войне.

## История
В составе действующей армии во время Великой Отечественной войны с 22 июня 1941 года по 18 мая 1944 года.
С начала и до конца боевых действий входил в состав 2-го корпуса ПВО (с апреля 1942 года Ленинградская армия ПВО). Полк состоял из пяти зенитных дивизионов орудий среднего калибра (85-мм или 76-мм орудий), каждый состоял из пяти зенитных батарей, трёхбатарейного дивизиона малого калибра (37-мм пушки) и прожекторного батальона из пяти рот. Каждая батарея состояла из взвода управления и огневого взвода, имела на вооружении четыре орудия и счетверённую зенитную пулемётную установку на автомобиле.
Первый самолёт противника был сбит в ночь на 23 июня, Ju-88A из 1-й эскадрильи KGr.806, получив повреждения загорелся и совершил вынужденную посадку. Все члены экипажа включая командира, лейтенанта Ханса Тюрмаера (Hans Turmeyer) были взяты в плен.
За точный огонь, командир 15 батареи Пимченков Алексей Титович был награждён Орденом Красной Звезды.
В августе 1941 года за счёт своего личного состава и орудий сформировал противотанковый дивизион, который прикрывал юго-восточные подступы к Ленинграду. Ведёт бои в районе Ям-Ижоры, Красного Бора и Поповки, Колпино совместно с частями 168-й стрелковой дивизии.
С середины сентября 1941 года занимает в районе Пулковских высот, Лигово, Средняя Рогатка, Мясокомбинат, только за сентябрь 1941 года сбив 15 самолётов противника.. С весны 1943 года две батареи полка были отряжены на оборону 5-й ГЭС.
В ходе Красносельско-Ропшинской операции полк не только обеспечивал прикрытие с воздуха наступление 42-й армии, но участвовал в артиллерийской подготовке, разрушал наземные укрепления, артиллерийские батареи противника. После прорыва обороны продолжал наступление, принимал участие в освобождении Красного Села, Дудергофа, Вороньей Горы. По окончании операции возвращён в Ленинград.
18 мая 1944 года переформирован в 48-ю зенитную артиллерийскую бригаду ПВО

## Командиры
- подполковник Солдатов Иван Алексеевич, с июля 1941 по апрель 1943 года
- полковник А. С. Макашутин
- Варлыго Андрей Иванович

## Награды и наименования
| Награда                | Дата       | За что получена |
| ---------------------- | ---------- | --- |
| Орден Красного Знамени | 09.02.1944 | За успешное выполнение боевых заданий командования на фронте борьбы с немецкими захватчиками и проявленные при этом доблесть и мужество |